# Gorybia echinata
Gorybia echinata är en skalbaggsart som beskrevs av Martins 1976. Gorybia echinata ingår i släktet Gorybia och familjen långhorningar. Inga underarter finns listade i Catalogue of Life.